# Estado Mayor de la Defensa Nacional de Grecia
El Estado Mayor de la Defensa Nacional de Grecia (en griego: Γενικό Επιτελείο Εθνικής Άμυνας, abbr. ΓΕΕΘΑ) es el personal superior de las Fuerzas Armadas Helénicas. Se creó en 1950, cuando los distintos ministerios de las Fuerzas Armadas se unificaron en el Ministerio de Defensa Nacional. Su papel en tiempos de paz era el de órgano coordinador y consultivo superior a disposición del gobierno griego, y en tiempos de guerra el de cuartel general de las Fuerzas Armadas. En los últimos años, gracias a los continuos esfuerzos por aumentar la cooperación y la integración entre los servicios, el HNDGS ha asumido el control operativo en tiempo de paz sobre las distintas ramas. Entre el 19 de diciembre de 1968 y el 10 de agosto de 1977, el HNDGS fue abolido, y el Cuartel General de las Fuerzas Armadas (en griego: Αρχηγείο Ενόπλων Δυνάμεων, abbr. en griego: ΑΕΔ) se estableció en su lugar.

## El Jefe del HNDGS
Desde el 17 de enero de 2020, el Jefe del Estado Mayor de la Defensa Nacional Helénica, es el General Konstantinos Floros.